# Earshot
Earshot é uma banda de hard rock/metal alternativo formada em 1999 em Los Angeles, Califórnia-EUA .

## Integrantes
- Wil Martin - vocal e guitarra
- Josh Guinn - guitarra
- Chris Loveless - guitarra
- Edward "Rooster" Rodriguez - baixo
- Daren Pfeifer - bateria

## Discografia
Álbuns
- 2002: Letting Go
- 2004: Two
- 2008: The Silver Lining

Singles
- 2002: "Get Away"
- 2002: "Not Afraid"
- 2004: "Wait"
- 2005: "Someone"
- 2008: "MisSunderstood"
- 2009: "The Ugly Truth"